# Баткевич, Юзеф
Юзеф Баткевич (пол. Józef Batkiewicz; 22 февраля 1950, Новы-Тарг, Польша) — польский хоккеист, крайний нападающий.

## Биография
Родился 22 февраля 1950 года в Новы-Тарге. Всю карьеру на родине провёл в клубе «Подхале» из Новы-Тарга. В команду пришёл в 1964 году, с 1968 года играл за основной состав. Десять раз становился чемпионом Польши, в том числе девять раз подряд (с 1971 по 1979 годы), в 1970 году был вторым призёром чемпионата, в 1968 году — третьим. Также играл за сборную Польши, с которой участвовал в пяти чемпионатах мира и Европы, зимних Олимпийских играх 1972 года. Выступал за сборную на двух турнирах на приз газеты «Известия» (в 1972 и 1973 годах). Всего за сборную сыграл 85 матчей, забил 17 голов. В 1981—82 годах играл в австрийских клубах. Был быстрым, маневренным игроком, не боялся силовой игры, хорошо понимал замыслы партнеров.
После завершения карьеры владел фирмой по продаже потребительской электроники. В 1972 году женился на Брониславе Чае, отец двух дочерей: Магдалены (1973) и Анны (1979).